# Psallus variabilis
Psallus variabilis är en insektsart som först beskrevs av Carl Fredrik Fallén 1807.  Psallus variabilis ingår i släktet Psallus och familjen ängsskinnbaggar. Arten är reproducerande i Sverige. Inga underarter finns listade i Catalogue of Life.